# I quattro pistoleros
I quattro pistoleros (Escape from Red Rock) è un film del 1957 diretto da Edward Bernds.
È un western statunitense con Brian Donlevy, Eilene Janssen e Gary Murray.

## Produzione
Il film, diretto e sceneggiato da Edward Bernds, fu prodotto da Bernard Glasser per la Regal Films e girato da fine luglio all'inizio di agosto 1957. Il titolo di lavorazione fu Ambush at Cimarron Pass.

## Distribuzione
Il film fu distribuito con il titolo Escape from Red Rock negli Stati Uniti nel dicembre 1957 al cinema dalla Twentieth Century Fox.
Altre distribuzioni:
- in Svezia il 2 febbraio 1959
- in Messico il 23 giugno 1960 (Fuga del terror)
- in Finlandia (Pako Red Rockista)
- in Grecia (I enedra tou thanatou)
- in Italia (I quattro pistoleros)

## Promozione
La tagline è: They turned Apache fire against a bandit siege to break the West's most savage outlaw rule!.